# Енсіно (Техас)
Енсіно (англ. Encino) — переписна місцевість (CDP) в США, в окрузі Брукс штату Техас. Населення — 109 осіб (2020).

## Географія
Енсіно розташоване за координатами 26°56′11″ пн. ш. 98°6′55″ зх. д. / 26.93639° пн. ш. 98.11528° зх. д. (26.936396, -98.115200).  За даними Бюро перепису населення США в 2010 році переписна місцевість мала площу 17,32 км², уся площа — суходіл.

## Демографія
Згідно з переписом 2010 року, у переписній місцевості мешкали 143 особи в 57 домогосподарствах у складі 39 родин. Густота населення становила 8 осіб/км².  Було 90 помешкань (5/км²).
Расовий склад населення:
| - 88,8 % — білих - 11,2 % — осіб інших рас |

До двох чи більше рас належало 0,0 %. Частка іспаномовних становила 93,0 % від усіх жителів.
За віковим діапазоном населення розподілялося таким чином: 21,0 % — особи молодші 18 років, 62,2 % — особи у віці 18—64 років, 16,8 % — особи у віці 65 років та старші. Медіана віку мешканця становила 43,5 року. На 100 осіб жіночої статі у переписній місцевості припадало 127,0 чоловіків;  на 100 жінок у віці від 18 років та старших — 117,3 чоловіків також старших 18 років.
За межею бідності перебувало 47,2 % осіб, у тому числі 100,0 % дітей у віці до 18 років та 21,1 % осіб у віці 65 років та старших.
Цивільне працевлаштоване населення становило 28 осіб. Основні галузі зайнятості: сільське господарство, лісництво, риболовля — 46,4 %, будівництво — 28,6 %, освіта, охорона здоров'я та соціальна допомога — 25,0 %.